# Rowlandius baracoae
Espèce
Synonymes
- Schizomus baracoae Armas, 1989

Rowlandius baracoae est une espèce de schizomides de la famille des Hubbardiidae.

## Distribution
Cette espèce est endémique de la province de Guantánamo à Cuba,. Elle se rencontre dans la grotte Cueva de La Majana à Baracoa.

## Étymologie
Son nom d'espèce lui a été donné en référence au lieu de sa découverte, Baracoa.

## Publication originale
- Armas, 1989 : Adiciones al orden Schizomida (Arachnida) en Cuba. Poeyana, no 387, p. 1-45.